# Uczenie nadzorowane
Uczenie nadzorowane – uczenie maszynowe, które zakłada obecność ludzkiego nadzoru nad tworzeniem funkcji odwzorowującej wejście systemu na jego wyjście.
Nadzór polega na stworzeniu zestawu danych uczących, czyli par:
1. wejściowy obiekt uczący (np. wektor)[2];
2. pożądana przez nadzorcę (nauczyciela) odpowiedź (np. jakaś konkretna wartość liczbowa)[2].

Zadaniem systemu jest nauczenie się przewidywania prawidłowej odpowiedzi na zadane pobudzenie oraz generalizacja przypadków wyuczonych na przypadki, z którymi system jeszcze się nie zetknął.
Do modelowania procesów technicznych zwykle wykorzystuje się uczenie nadzorowane.